# 알베르토 아스카리
알베르토 아스카리(Alberto Ascari, 1918년 7월 13일 ~ 1955년 5월 26일)는 이탈리아의 자동차 경주인이자 2차례 포뮬러 원 월드 챔피언십을 달성한 인물이다. 아스카리는 스쿠데리아 페라리 소속으로서 1952년과 1953년에 월드 타이틀을 연이어 수상했다. 1954년 밀레 미글리아를 수상했다.

## 생애
밀라노에서 태어났다. 그는 1920년대에 그랑프리 자동차 경주의 재능있는 스타 안토니오 아스카리의 아들이다. 알베르토의 7번째 생일 전날 안토니오는 1925년 프랑스 그랑프리를 리드하다가 사망했다.